# Anemonopsis
Anemonopsis (hrv. Anemonopsis; lat. Anemonopsis), monotipski biljni rod iz porodice žabnjakovki. Jedina vrsta je trajnica A. macrophylla, japanski endem sa otoka Honshu i Shikoku.
Rod je opisan u Abhandlungen der Mathematisch-Physikalischen Classe der Königlich Bayerischen Akademie der Wissenschaften 4(2): 181. 1845.

## Sinonimi
- Xaveria Endl.; Gen. Suppl. 4: III. 30 (1850)
- Xaveria macrophylla (Siebold & Zucc.) Endl. ex Walp.; Ann. Bot. Syst. (Walp.) 2(1): 12 (1851)
- Actaea macrophylla (Siebold & Zucc.) Baill.; Bull. Mens. Soc. Linn. Paris 1: 224 (1879)

## Vanjske poveznice
|  | Zajednički poslužitelj ima još gradiva o temi Anemonopsis |
|  | Wikivrste imaju podatke o taksonu Anemonopsis             |